# Georgios Karatzaferis
Georgios Karatzaferis (Grieks: Γεώργιος Καρατζαφέρης) (Athene, 11 augustus 1947) is een Griekse politicus en voorzitter van de politieke partij Laikos Orthodoxos Synagermos, (LAOS).

## Leven en werk
In 1977 richtte hij het R.TV.P.R. AE advertentiebedrijf op en in 1983 het TV Press Video Review. In 1990 richtte hij de Athense radio- en televisiestations Radio City en TeleAsty op. (TeleAsty was eerder bekend als TeleCity). Dit televisiestation gebruikte hij regelmatig voor zelfpromotie. In 1994 verkreeg hij een getuigschrift  van de Londense School voor Journalistiek.
Karatzaferis staat bekend om zijn antisemitische uitspraken, zijn homohaat en zijn xenofobie. Hij profileert zich graag als een vroom aanhanger van het Grieks-orthodoxe geloof. Hiermee heeft hij een grote aanhang verworven onder de Griekse geestelijken. Zo verklaarde de aartsbisschop van Athene Christodoulos dat het onzin was om de partij van Karatzaferis rechts-extremistisch te noemen; het zouden gewoon goede christenen zijn.
Karatzaferis is in 1993, 1996 en 2000 gekozen als parlementslid voor Nea Dimokratia. In 2002 is hij uit deze partij gezet, waarna hij de politieke partij Laikos Orthodoxos Synagermos (vertaald: Orthodox Volksalarm) oprichtte.